# Richard Kuhn
Richard Kuhn (Viena, Imperi Austrohongarès 1900 - Heidelberg, Alemanya 1967) fou un químic i professor universitari germano-austríac guardonat amb el Premi Nobel de Química l'any 1938.

## Biografia
Va néixer el 3 de desembre de 1900 a la ciutat de Viena, en aquells moments capital de l'Imperi Austrohongarès i que avui en dia ho és d'Àustria. Va estudiar química a la Universitat de Viena, on es llicencià el 1921, i a la Universitat de Múnic, on es doctorà el 1922 sota la direcció de Richard Willstätter, i on des de 1925 va impartir classes. El 1930 va ser nomenat cap del departament de química de l'Institut d'Investigació Mèdica Kaiser Guillem, dependent de la Universitat de Heidelberg, sent director del mateix des de 1937. Durant anys va col·laborar amb l'Institut Max Planck i la Universitat de Pennsilvània.
Kuhn va morir l'1 d'agost de 1967 a la ciutat de Heidelberg situada a l'estat alemany de Baden-Württemberg.

## Recerca científica
Va iniciar la seva recerca sobre la constitució del carotè, cosa que li va permetre arribar a sintetitzar la vitamina A. Va formar part d'un grup de científics alemanys que van aconseguir aïllar, i posteriorment sintetitzar, la riboflavina o vitamina B2. Així mateix treballà al voltant de l'estereoquímica i els enzims.
El 1938 li va ser atorgat el Premi Nobel de Química per aquestes investigacions, premi que va rebre l'any 1949, ja que el règim nacional socialista alemany li impedí rebre'l en el seu moment.